# Szabadka–Baja-vasútvonal
Az egykori Szabadka–Baja-vasútvonal a Bácska északnyugati részén húzódott, az utolsó menetrendi száma 166 volt.

## Történelem
A MÁV által épített Budapest–Zimony-vasútvonal Baja városát elkerülte, így kárpótlásképpen szárnyvonallal kötötték be a fővonalba.  ( Baja, erején felül 200.000 Ft.-tal (!) járult hozzá a vasútvonal építéséhez. ) A Szabadkánál csatlakozó 58,2 km hosszú szárnyvonalat a fővonal átadása után két évvel, 1885. január 8-án nyitották meg. A szárnyvonal felépítménye 24,92 kg/fm tömegű, „k” jelű acélsínekből épült.

## Pálya
Az egykori vasútvonal Baja és Bácsalmás közötti szakasza jelenleg a 154-es számú  Bátaszék–Kiskunhalas-vasútvonal része.
A trianoni határ a vasútvonalat Csikéria és Szabadka között kettévágta. A Magyarországon maradt 392-es számú vonalon, Bácsalmás és Csikéria között a személyforgalmat 1960. november 1-től megszüntették, azt helyközi buszjárat pótolja. A teherforgalmat 1992-ig tartották fenn. A Bácsalmás és a kunbajai Cabernet borgazdaság közötti, 4,8 km hosszúságú szakaszt 2022-ben 154K jelzéssel forgalomszüneteltetett vonalként tartották nyilván. A magyar oldalon az egykori vasútvonalból Csikériáig a pálya nagy része megvan, a felépítmény sínlopások miatt szakaszosan hiányos, a bozót szinte teljesen benőtte, sok helyen még gyalogosan is járhatatlan. Csikéria állomás felvételi épületét 1996-ban bontották le. A szerb oldalon a síneket az államhatár és Szabadka határa közötti kb. 6 km-es szakaszon felszedték, itt a nyílegyenes nyomvonalon földút vezet. Szabadka belterületén a sínek megvannak, egy szakaszát iparvágányként használták az egykori Zorka Vegyipari Üzem (Szabadkai Műtrágyagyár) és a Szabadkai vasútállomás között.

## Tervek a vonal jövőjéről
Fel kívánják éleszteni a vasútvonalat. Ehhez az Európai Unió segítségére is számítanak. 2014-ben európai uniós támogatással elkészültek a Szeged–Szabadka-vasútvonal felújításának engedélyezési terveihez kapcsolódóan a vonal újjáépítésére vonatkozó környezetvédelmi és településfejlesztési vizsgálatok.
A 2016. november 21-én a szerb-magyar kormánytalálkozón Orbán Viktor kijelentette, hogy nemzetközi együttműködés keretében keresik a lehetőséget a Szeged-Szabadka-Baja vasútvonal újjáépítéséhez.
2020-ban a megindult a vasúti létesítmény engedélyeztetésével kapcsolatos hatósági eljárás. A tervek szerint 120 km/h pályasebességű villamosított vonalként épülne újjá. Ezt megkönnyíti, hogy a magyar, és a szerb vasúthálózat is egyaránt 25 kV 50Hz ~ feszültséget használ.
2023 decemberében Lázár János a Szeged–Szabadka vasútvonal újranyitásának napján bejelentette, hogy a Baja–Szabadka vasútvonal megépül.

## Az állomások képei

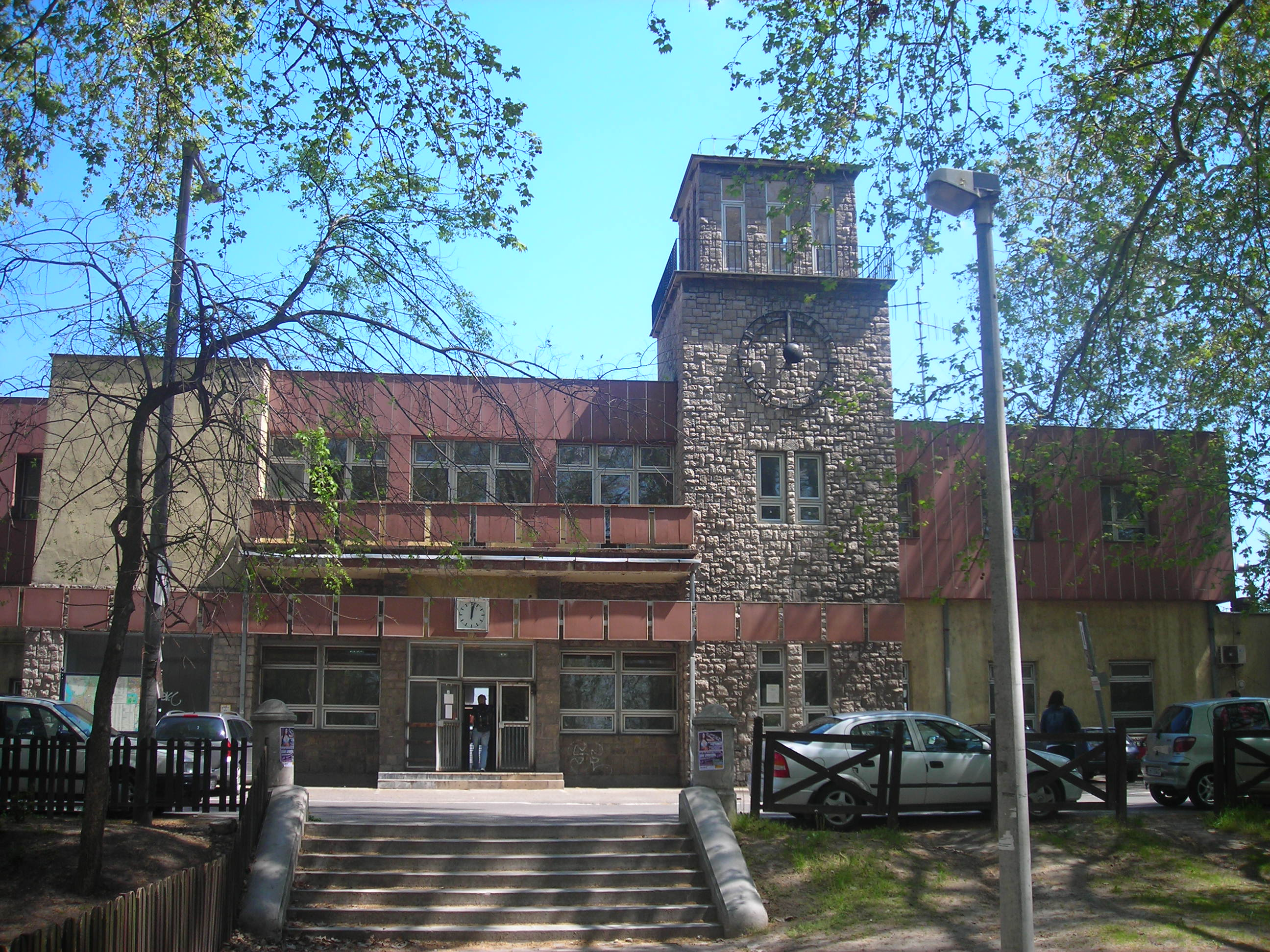
Baja
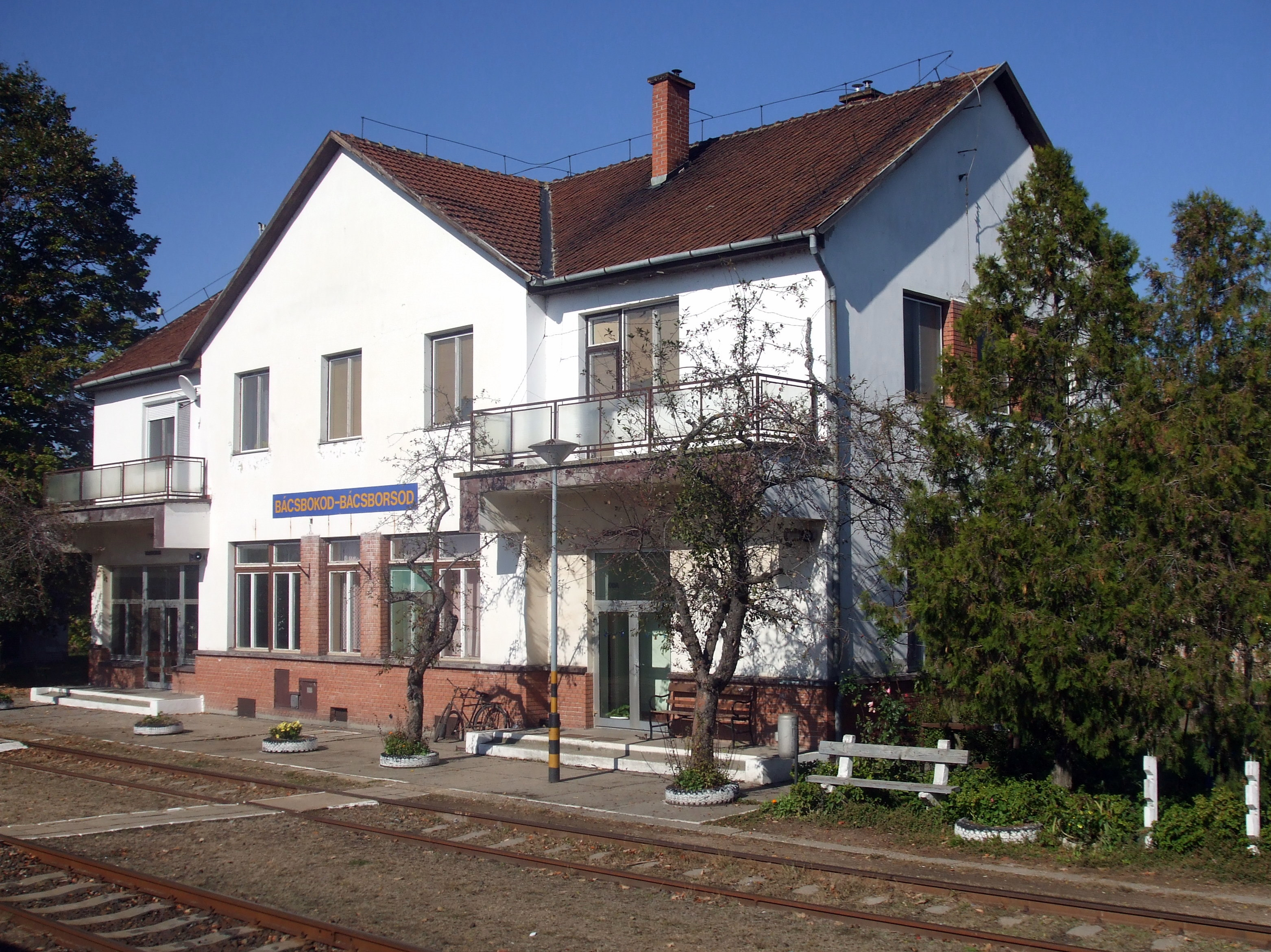
Bácsbokod-Bácsborsód
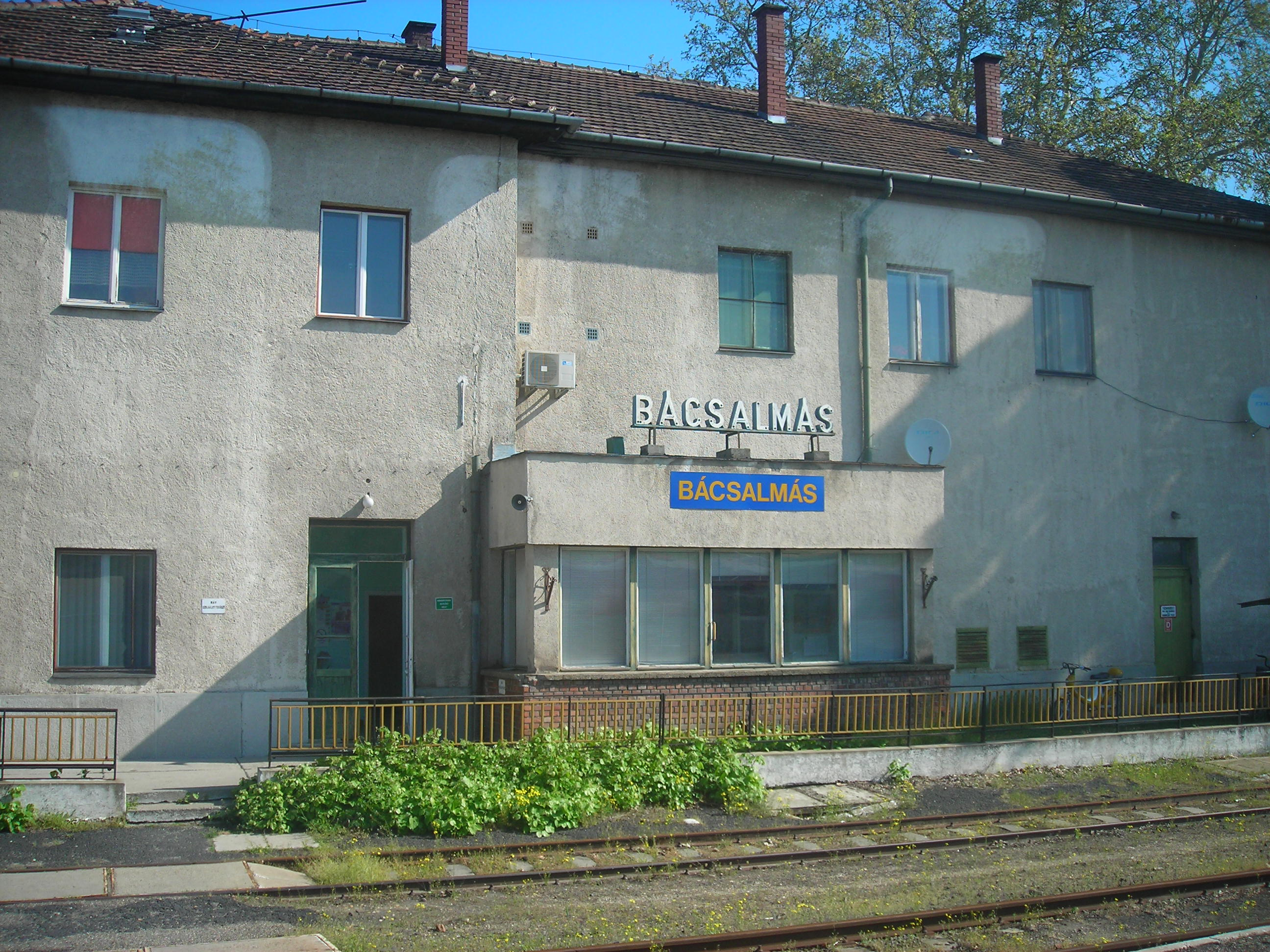
Bácsalmás
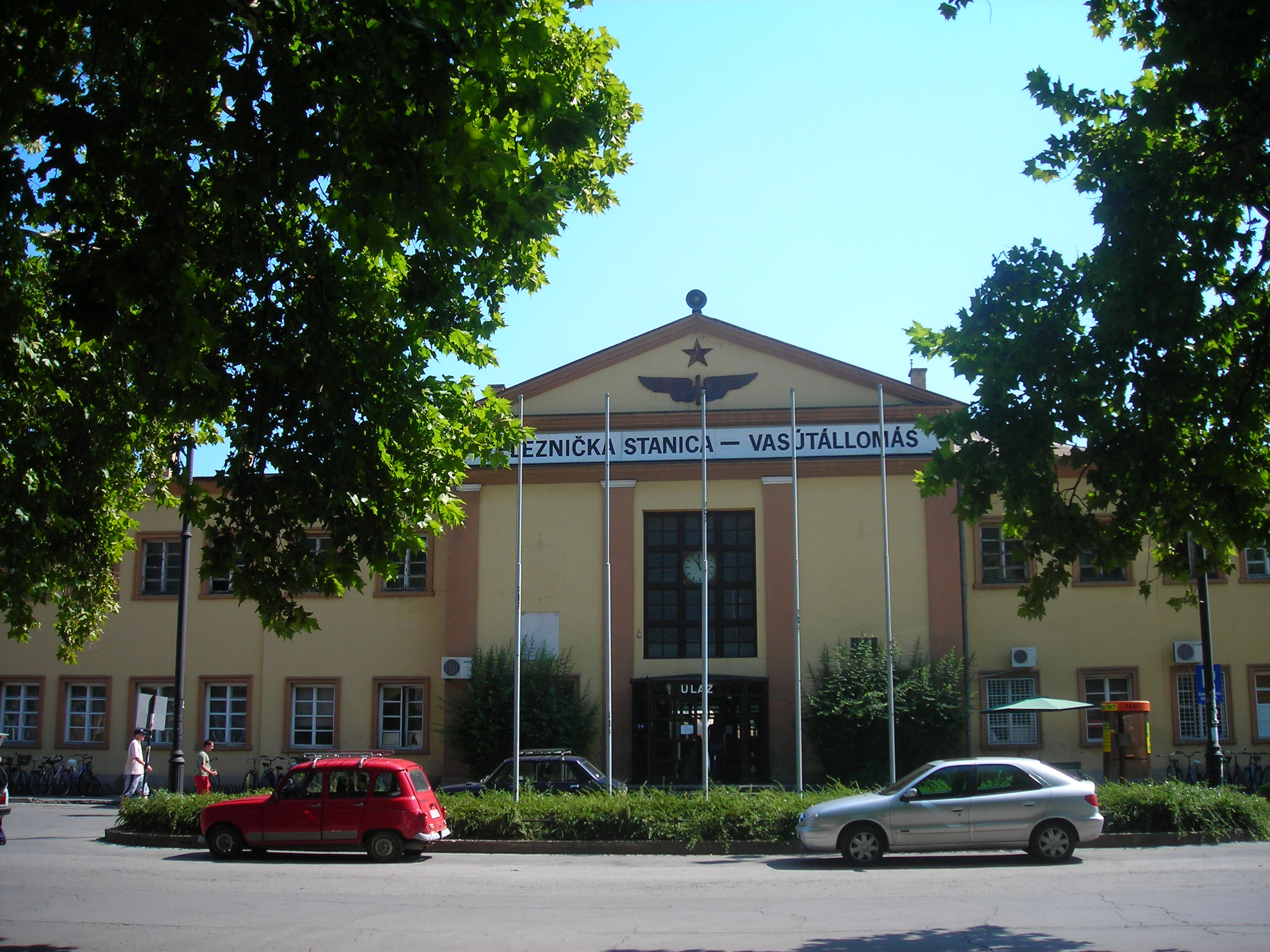
Szabadka